# Eichfeld (Rudolstadt)
Eichfeld ist ein Ortsteil der Stadt Rudolstadt im Landkreis Saalfeld-Rudolstadt in Thüringen.

## Geografie
Eichfeld liegt etwa fünf Kilometer westlich des Rudolstädter Stadtzentrums im Tal des Schaalabachs, das sich tief in die Muschelkalk-Formation der Ilm-Saale-Platte eingegraben hat. Der Ort liegt auf etwa 280 Meter Höhe. Nordwestlich erhebt sich der Gehegeberg (410 Meter), nördlich der Schirmberg (395 Meter) und nordöstlich der Pörzberg (407 Meter). Zwischen dem Lichstedter und dem Keilhauer Tal westlich von Eichfeld liegt der Kirschberg (461 Meter), während südlich des Schaalabachs der Steinberg (473 Meter) mit einem Naturschutzgebiet liegt. Die Berge sind bewaldet, wobei aufgrund der trockenen und kargen Kalkböden vor allem Kiefern gepflanzt wurden, und die Täler werden landwirtschaftlich genutzt. Eichfeld selbst ist ein Haufendorf mit relativ ursprünglicher baulicher Struktur. Seine Nachbarorte sind Keilhau im Westen, Lichstedt im Norden und Schaala im Osten. Südöstlich von Eichfeld liegt der Schwarzenshof.

## Geschichte
Eichfeld wurde im Jahr 1074 erstmals urkundlich erwähnt, womit es zu den älteren Ortschaften in der Gegend zwischen Ilm und Saale gehört. Wie das Umland gehörte auch Eichfeld zur Grafschaft Schwarzburg, aus der später das Fürstentum Schwarzburg-Rudolstadt hervorging. Bis 1918 gehörte der Ort zur Schwarzburg-Rudolstädter Oberherrschaft.
Am 1. Juli 1950 wurde Eichfeld nach Keilhau eingemeindet, das 1993 nach Rudolstadt eingemeindet wurde.

## Kultur und Sehenswürdigkeiten
Bedeutendstes Baudenkmal im Ort ist die evangelische Pfarrkirche, die 1751 unter Einbeziehung eines Vorgängerbaus errichtet wurde. Zur Ausstattung der Kirche gehört ein Sakramentsschrein aus der Zeit um 1500. Der ursprüngliche Altar von Eichfeld befindet sich mittlerweile im Landesmuseum auf der Heidecksburg. Neben der Kirche steht das Glockenhaus von 1644, in dem sich zwei sehr alte Kirchturmglocken befinden. Eine stammt aus der Werkstatt des Melchior Moeringk aus Erfurt (gegossen 1636) und eine stammt aus dem 14. Jahrhundert.
Einige Gebäude im Dorf stehen unter Denkmalschutz, siehe hierzu: Liste der Kulturdenkmale in Rudolstadt#Eichfeld.

## Wirtschaft und Verkehr
Eichfeld ist ein landwirtschaftlich geprägter Ort. Heute arbeiten die meisten Einwohner im nahe gelegenen Rudolstadt.
Durch Eichfeld führt eine alte Handelsstraße von Arnstadt/Erfurt über Stadtilm nach Rudolstadt und Saalfeld. In der heutigen Zeit ist sie eine vielbefahrene Landesstraße, die den Raum Saalfeld/Rudolstadt an die Bundesautobahn 71 bei Arnstadt sowie an die Landeshauptstadt Erfurt anbindet. Deshalb wurde die Straße nach der Eröffnung der A 71 ausgebaut und um den Ort herumgeführt. Weitere Straßen führen nach Keilhau und zum Schwarzenshof.

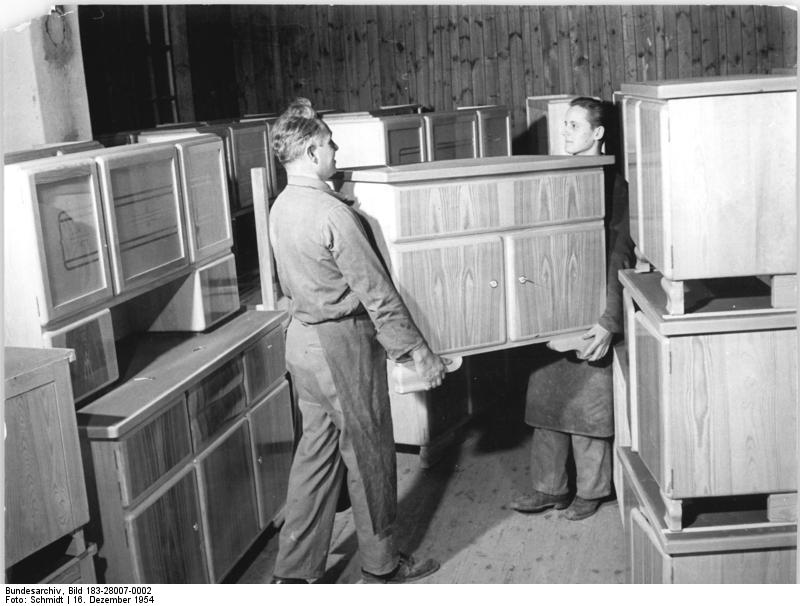
Eichfeld-Rudolstadt, Möbelfabrik, Abtransport Zentralbild TBD-Schmidt 16.12.1954 Privat-Firma Felix Schneider
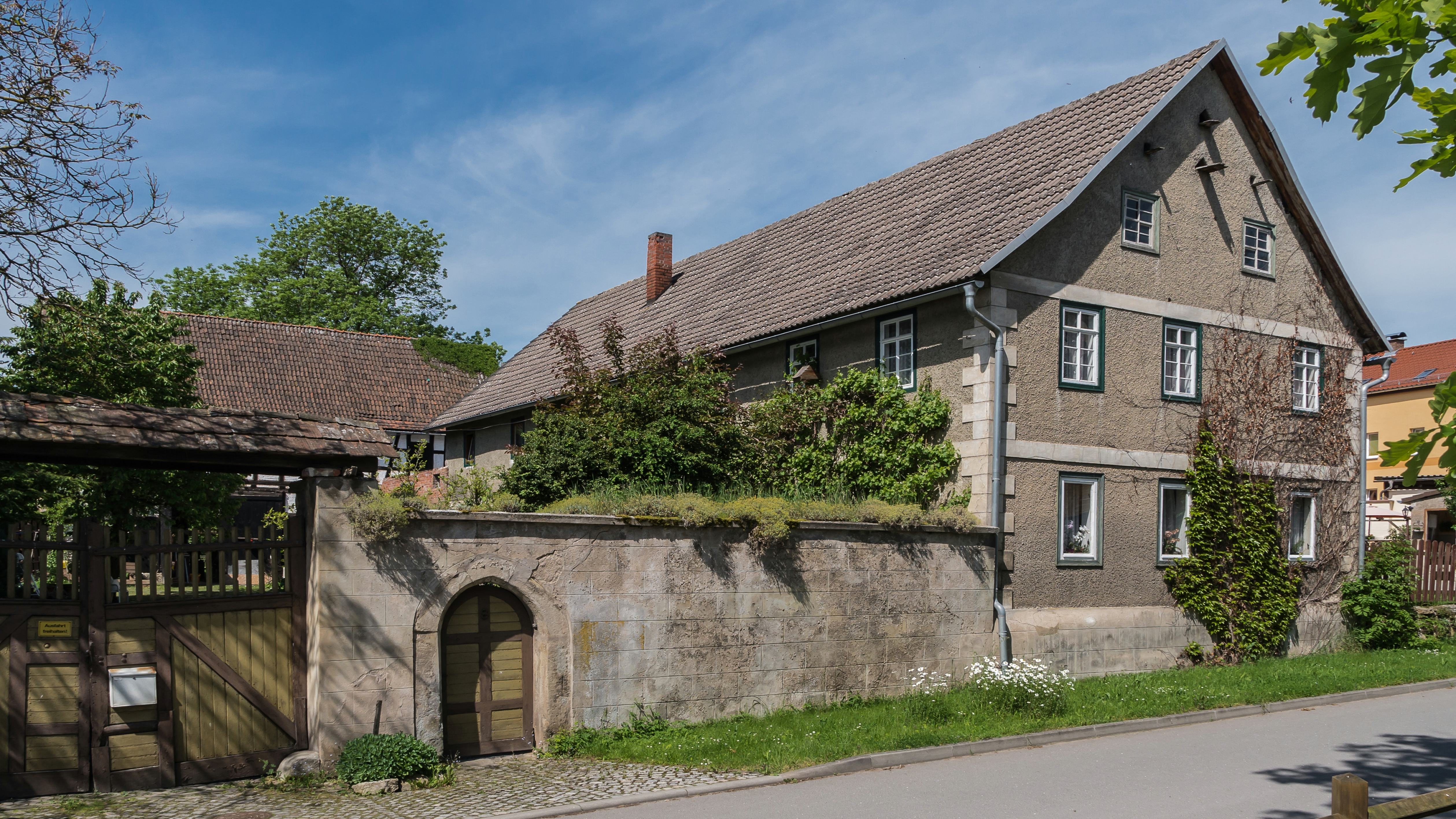
Denkmalgeschütztes Gehöft, Zum Schmelitz 8
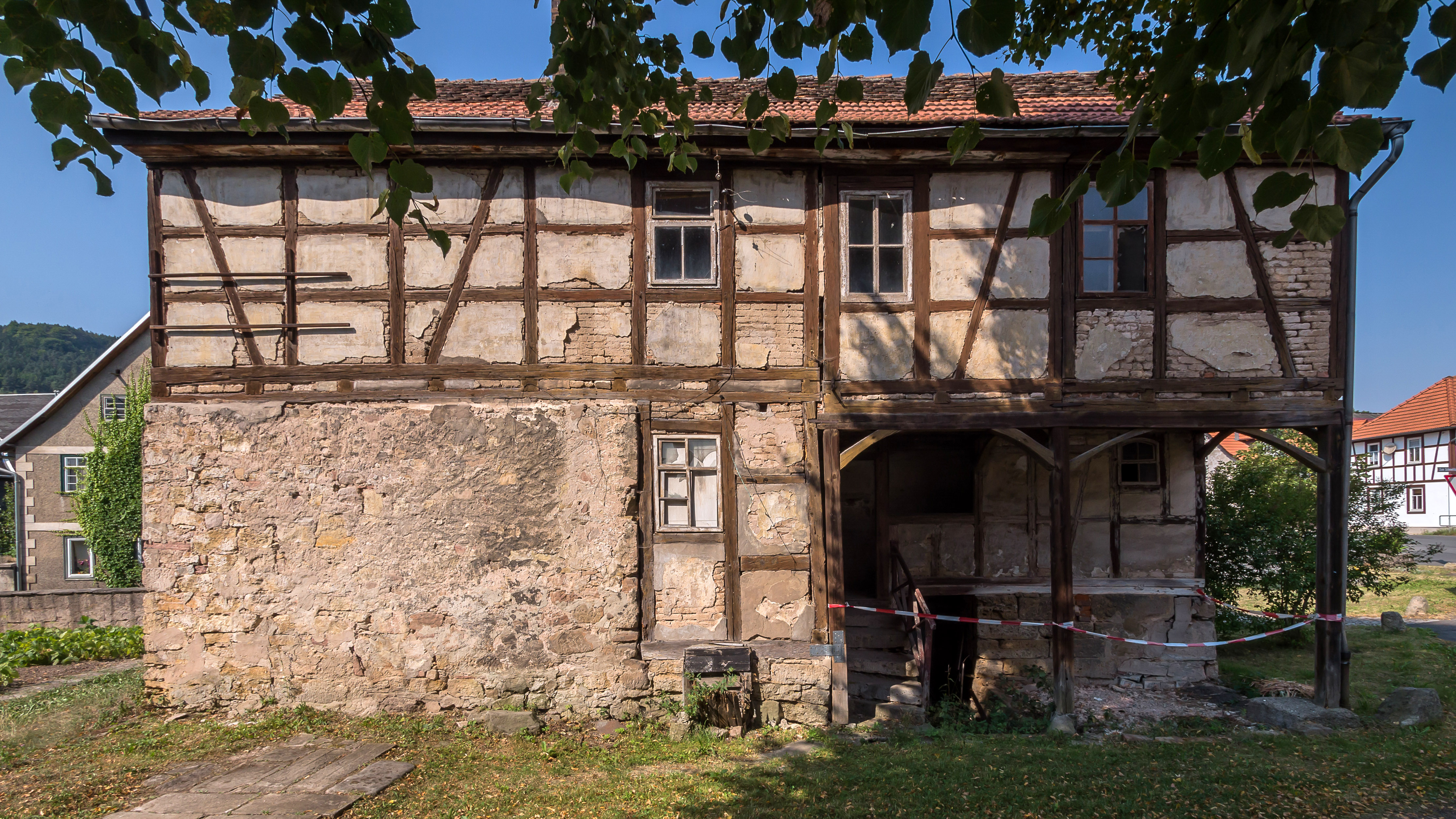
Zum Schmelitz 1 Dorfschmiede
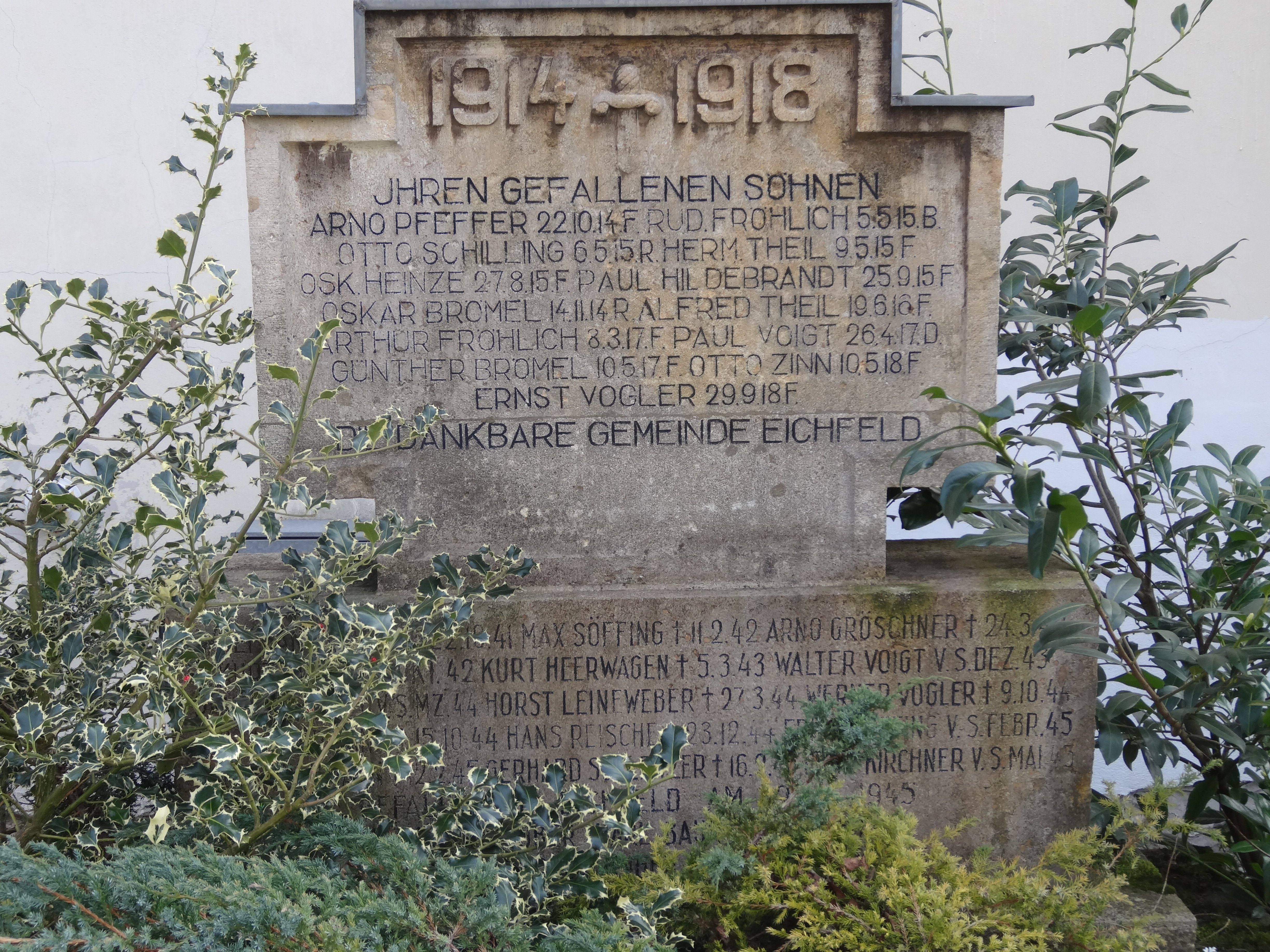
Kriegerdenkmal
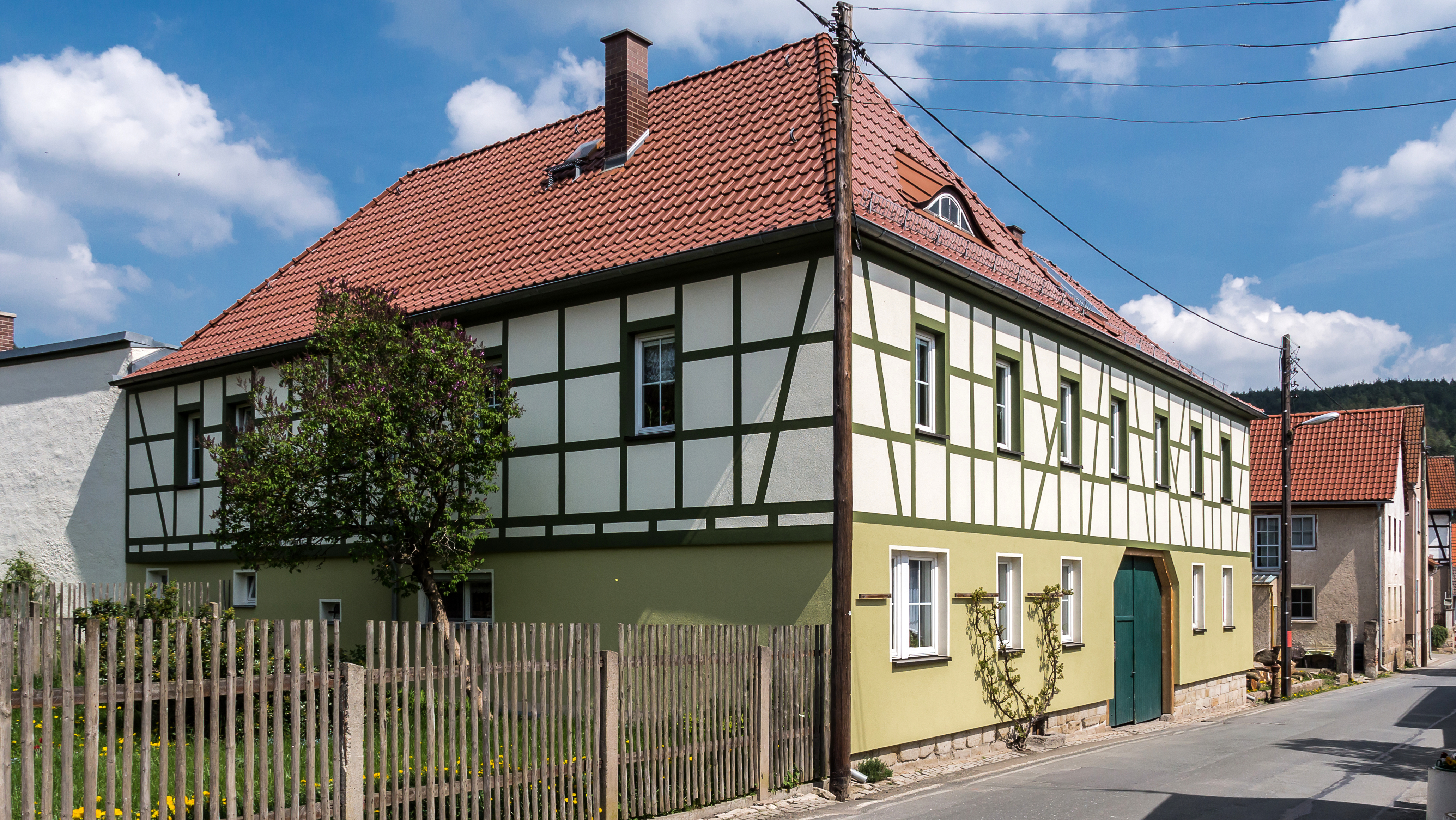
Denkmalgeschütztes Gehöft, Hauptstraße 32